# Баянды (Мангистауская область)
Баянды (каз. Баянды) — село в Мунайлинском районе Мангистауской области Казахстана. Административный центр и единственный населённый пункт Баяндинского сельского округа. Находится примерно в 7 км к северу от села Мангистау, административного центра района. Код КАТО — 475036100.

## Население
В 1999 году численность населения села составляла 867 человек (453 мужчины и 414 женщин). По данным переписи 2009 года, в селе проживало 2046 человек (1088 мужчин и 958 женщин).